# Ericiolacerta
Ericiolacerta (лат.) — вымерший род тероцефалов из семейства Ericiolacertidae, обитавших в раннем триасовом периоде. Описана Д. Уотсоном в 1931 году. Единственный вид — E. parva из зоны Lystrosaurus раннего триаса Южной Африки. Остатки этого вида известны и из одновозрастной формации Фремоу в Антарктиде.

## Описание
Мелкое животное, общая длина до 20—25 см. 

### Череп
Череп грушевидный, удлинённый, уплощённый. Заглазничная дуга неполная. Теменного отверстия нет. Хорошо развито вторичное нёбо, образованное сошником и нёбными костями. Квадратные ветви крыловидных костей очень тонкие. Предчелюстная и челюстная кость покрыты множеством отверстий (трактуются как сосудистые отверстия, указывающие на развитие мягких тканей лицевой области). Нижняя челюсть длинная и тонкая, с зачаточным венечным отростком. Симфиз нижней челюсти длинный и скошенный. Зубы мелкие, цилиндрические, клыки не выделяются, первая пара нижнечелюстных зубов направлена косо вперёд («резцы»). Заклыковые зубы со слабо трёхраздельными тупыми коронками. 

### Посткраниальный скелет
Скелет довольно компактный, выражен поясничный отдел позвоночника, три крестцовых позвонка. Хвост короткий. Лопатка длинная и тонкая, верхний конец её приближен к черепу. Таз низкий, короткий, широкий, с тироидными отверстиями. Кости конечностей длинные, тонкие. Стопа пальцеходящая. В целом по очертаниям скелета животное несколько напоминало ежа.

## Палеоэкология
По-видимому, этот высокоразвитый тероцефал был покрыт шерстью, имел развитые вибриссы на морде и внешне походил на млекопитающее. Питалась эрициолацерта насекомыми и другими беспозвоночными, занимая экологическую нишу современных насекомоядных.